# Before Adam
Before Adam (no Brasil: Antes de Adão) é uma obra de Jack London, publicada em 1907.
O livro conta a história de Dentuço, um homem pré-histórico que viveu há milhões de anos. O narrador-personagem do livro sofre de uma anomalia e possuí gravadas em sua memória todas as imagens e experiências de seu ancestral pré-histórico, que se expressam nos sonhos.